# الألعاب الأولمبية الصيفية 1944
كان موكولاً إلى لندن تنظيم الدورة الثالثة عشرة عام 1944، لكن نشوب الحرب العالمية الثانية حرم العالم من إقامتها على غرار الدورة الثانية عشر عام 1940 الملغات أيضا بسبب الحرب العالمية الثانية.
أختيرت لندن لتنظيم الدورة الثالثة عشر في يونيو 1939 من بين العديد من المدن مرشحة: روما، ديترويت، لوزان، أثينا، بودابست، هلسنكي، ومونتريال.
بعد 1944 بأربع سنوات حظيت لندن بشرف تنظيم الدورة الرابعة عشرة عام 1948 واختيارها لتنظيم الدورة 14 أكدته اللجنة الأولمبية الدولية من دون إجراء انتخابات جديدة، ومنذ ذلك التاريخ لم تتوقف الألعاب الأولمبية.